# 新貝德福德灣
新貝德福德灣（英語：New Bedford Inlet）是南極洲的海灣，位於帕爾默地，處於基德森角和布魯克斯角之間，在1940年12月由美國研究隊發現和拍攝空中照片，現時由南極條約體系管理。